# 요시하마정
요시하마정(일본어: 吉浜町)은 일본 가나가와현 아시가라시모군에 존재했던 정이다. 현재의 유가와라정의 동쪽 절반에 해당한다.

## 역사
- 1889년 4월 1일 - 정촌제 시행에 의해 아시가라카미군 요시하마촌이 성립하였다.
- 1940년 4월 1일 - 정으로 승격하였다.
- 1955년 4월 1일 - 요시하마정, 후쿠우라촌과 합병해, 새로운 유기와라정이 성립하여, 동일 요시하마정은 폐지되었다.

## 교통

### 철도노선
일본국유철도(현 동일본 여객철도) 도카이도 본선이 정을 통과하고 있었지만, 역은 존재하지 않았다.

## 참고 문헌
- 角川日本地名大辞典編纂委員会,『角川日本地名大辞典 神奈川県』1984, 角川書店